# لورن سی. می‌هیو
لورن سی. مِی‌هیو (انگلیسی: Lauren C. Mayhew؛ زادهٔ ۲۷ نوامبر ۱۹۸۸) یک هنرپیشه و خواننده اهل ایالات متحده آمریکا است. وی از سال ۱۹۹۸ میلادی تاکنون مشغول فعالیت بوده‌است.

## گزیدهٔ آثار

### سینما
- صدایت را ببر بالا (۲۰۰۴)

### تلویزیون
- دکستر (۲۰۱۲)
- سی‌اس‌آی: میامی (۲۰۰۵)
- سی‌اس‌آی (۲۰۰۵)
- قانون و نظم (۲۰۰۲)